# La Prise de la Bastille (livre-jeu)
 (mars 2025).
Motif : Notoriété encyclopédique ?
- Archive Wikiwix
- Bing
- Cairn
- DuckDuckGo
- E. Universalis
- Gallica
- Google
- G. Books
- G. News
- G. Scholar
- Persée
- Qwant
- (zh) Baidu
- (ru) Yandex
- (wd) trouver des œuvres sur Wikidata

| 1. | Préciser le motif de la pose du bandeau. | Précisez le motif de la pose du bandeau en utilisant la syntaxe suivante : {{admissibilité à vérifier\|date=mars 2025\|motif=remplacez ce texte par le motif}}                                           |
| 2. | Informer les utilisateurs concernés.     | Pensez à avertir le créateur de l'article, par exemple, en insérant le code ci-dessous sur sa page de discussion : {{subst:avertissement admissibilité à vérifier\|La Prise de la Bastille (livre-jeu)}} |

Pour les articles homonymes, voir Bastille.
La Prise de la Bastille  est un livre-jeu écrit par Dominique Dupuis en 1988, et édité par Posidonia Editions dans la collection Histoires à jouer : Les livres à remonter le temps, dont c'est le vingt-et-unième tome.